# Île Presidente Gabriel González Videla
L'île Presidente Gabriel González Videla (en espagnol : Isla Presidente Gabriel González Videla) est une île de l'archipel de Hanovre, en Patagonie chilienne. Elle a été nommée en l'honneur de Gabriel González Videla (1898-1980), Président du Chili de 1946 à 1952. Administrativement, l'île est rattachée à la province de Última Esperanza, au sein de la XIIe région de Magallanes et de l'Antarctique chilien.

## Géographie

### Situation
Cette île est située entre l'île Hanovre au nord et l'île Jorge Montt au sud-ouest, les deux principales îles de l'archipel de Hanovre. Elle est bordée à l'est par le canal Esteban qui la sépare de l'île Esperanza. A l'ouest, un étroit canal[Lequel ?] la sépare de l'île Armonía. Au sud un autre canal mineur la sépare de l'île Soffia (ceb)
L'île Presidente Gabriel González Videla fait partie de la réserve nationale Alacalufes.